# Moczul
Moczul (biał. Мачуль, Maczul; ros. Мочуль, Moczul) – wieś na Białorusi, w obwodzie brzeskim, w rejonie stolińskim, w sielsowiecie Remel.
Prawosławni mieszkańcy miejscowości należą do parafii w Remlu.

## Warunki naturalne
Moczul jest położona nad Mostwą i na skraju dużego kompleksu leśno-torfowiskowego Błota Olmańskie, rozciągającego się na południe aż za granicę białorusko-ukraińską.

## Historia
Zamieszkana była przez szlachtę zaściankową. W XIX w. opisywana jako miejscowość leżąca na odludnym, zapadłym Polesiu. W dwudziestoleciu międzywojennym leżała w Polsce, w województwie poleskim, w powiecie stolińskim. Po II wojnie światowej w granicach Związku Radzieckiego. Od 1991 w niepodległej Białorusi.